# Wercholissia (obwód czernihowski)
Wercholissia (ukr. Верхолісся) – wieś na Ukrainie, w obwodzie czernihowskim, w rejonie koriukowskim, w hromadzie Koriukówka. W 2001 liczyła 192 mieszkańców, wśród których 188 wskazało jako ojczysty język ukraiński, a 4 rosyjski.